# Aerides lawrenceae
Aerides lawrenceae Rchb.f., 1883 è una pianta della famiglia delle Orchidacee, endemica della Filippine.

## Descrizione

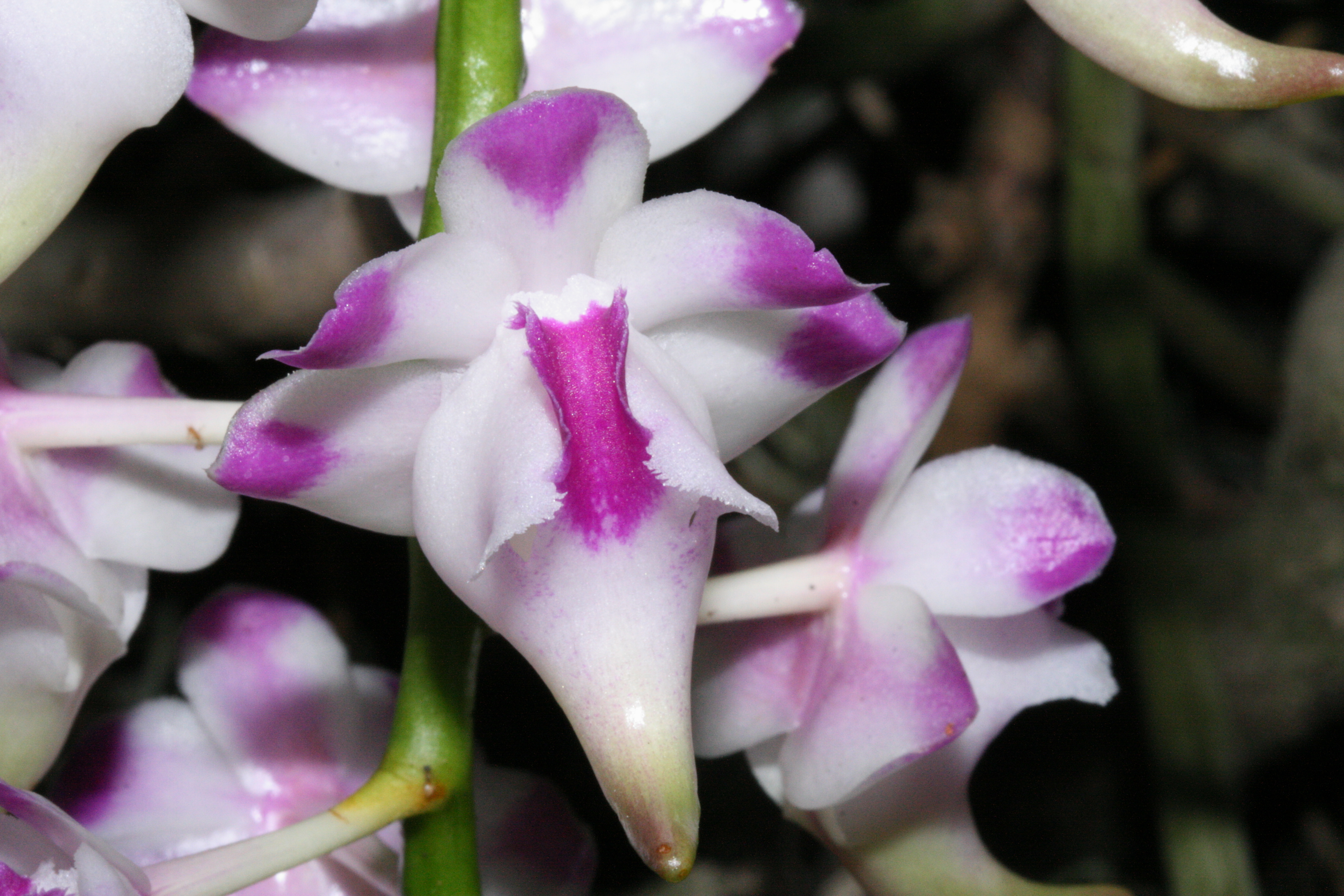
Primo piano del fiore

A. lawrenceae  è un'orchidea epifita di taglia davvero ragguardevole. Lo stelo, a crescita monopodiale è molto lungo e porta foglie a forma di cinghia. La fioritura avviene dall'autunno, fino a inizio inverno, mediante infiorescenze ascellari a racemo, lunghe anche 60 cm, densamente fiorite, portanti fino a 30 fiori. Questi sono di lunga durata, spessi, di consistenza cerosa, profumati, con petali e sepali e labello di colore che sfuma dal bianco al rosa..

## Distribuzione e habitat
A. lawrenceae  è una pianta originaria delle isole Filippine, dove cresce epifita sugli alberi della foresta tropicale, dal livello del mare a 500 metri di quota.

## Sinonimi
Aerides sanderiana Rchb.f., 1884
Aerides lawrenceae var. amesiana  Sander ex Kraenzl., 1891

Aerides lawrenceae var. sandersiana (Rchb.f.) Sander ex Kraenzl., 1892

Aerides lawrenceae var. fortichii Ames & Quisumb., 1935

Aerides lawrenceae var. punctata Ames & Quisumb., 1935

Aerides lawrenceae f. fortichii (Ames & Quisumb.) M.Wolff & O.Gruss, 2007

## Coltivazione
Questa specie richiede esposizione a mezz'ombra, temperature elevate e frequenti irrigazioni, nel periodo della fioritura, temperature più basse nella fase di riposo.